# قصبه منیعات
قصبه منیعات، روستایی است از توابع بخش مرکزی شهرستان خرمشهر در استان خوزستان، ایران.
اکثریت مردم این منطقه به کار دریانوردی ، کشاورزی و دامداری مشغول هستند

## جمعیت
این روستا در دهستان حومه شرقی  قرار داشته و براساس آخرین سرشماری مرکز آمار ایران که در سال ۱۳۹۰ صورت گرفته، جمعیت آن  ۱۴۸ نفر (۲۵ خانوار) بوده‌است.